# Johannes Verhulst
Johannes Josephus Herman Verhulst, född den 19 mars 1816 i Haag, död där den 17 januari 1891, var en holländsk musiker.
Verhulst studerade vid konservatoriet i Haag och sedan för Joseph Klein i Köln samt blev på Mendelssohns rekommendation dirigent för Euterpes konserter i Leipzig 1838. 
Efter återkomsten till hemlandet, 1842, blev han hovmusikdirektör och 1848 anförare för Maatschappij tot bevordering van toonkunst i Rotterdam och var 1860–1866 anförare för Felix meritis i Amsterdam samt Ceciliakonserterna där, liksom för "Diligentia" i Haag. 
Verhulst var en ryktbar dirigent. Hans kompositioner (symfonier, uvertyrer, stråkkvartetter, sånger, kyrkomusik, särskilt ett mycket omtalat rekviem för manskör), är föga kända utom hans eget land.